# Austin T. Miller
Austin T. Miller, britanski general, * 1888, † 1947.